# Maggie Roussel
Pour les articles homonymes, voir Roussel.
Maggie Roussel (ou Maggie Blo, Maggie Blot, Maggie Roussel Blot) est une auteure québécoise, née en 1975. 

## Biographie
Maggie Roussel a fait des études de littérature francophone à l'Université de Montréal (baccalauréat et maîtrise). En parallèle à cela, à la même époque, elle a obtenu une mineure en études italiennes (Université de Montréal), puis le diplôme d'études supérieures en traduction de l’Université Concordia. Depuis 2013, elle enseigne la littérature au Cégep Édouard-Montpetit,,. 
Maggie Roussel publie d’abord Clémentine et Mars (Éditions Triptyque, 2002) sous le pseudonyme de Maggie Blo. 
En 2007, Maggie Blot fait paraître Plagiste: Dormir ou esquisser, un récit fictionnel en prose qu'elle dédie à Pol Pelletier. Cette œuvre est qualifiée d'aventureuse par la critique qui y voit de forts accents d'exercice de style,
En poésie, elle publie également Les occidentales (Le Quartanier, 2010) ainsi qu'À l'œil nu (Le Quartanier, 2017),,,. Le critique d’art Jérôme Delgado note, à propos de À l'oeil nu, qu'il « renferme des canulars et des questionnaires, titille la science-fiction, le gore et la passion amoureuse, vibre au rythme de très courtes nouvelles, avant de rebondir dans des textes en vers».
En 2010, son recueil Les occidentales est finaliste au Prix Émile-Nelligan. La présidente du jury Denise Brassard note la valeur brillante de son livre, « qui interroge d'une manière radicale le sens d’exister dans un monde sans ordre et sans continuité».
Elle reçoit, en 2011, le prix «Self-qu'on-trolle», remis par l'Académie de la vie littéraire pour Les occidentales.

## Œuvres

### Poésie
- Clémentine et Mars, Montréal, Éditions Triptyque, 2002, 75 p.  (ISBN 2-89031-436-7)
- Les occidentales, avec une postface de Mathieu Arsenault, Montréal, Le Quartanier, 2010, 74 p. (ISBN 9782923400747)
- À l'œil nu, Montréal, Le Quartanier, 2017, 115 p. (ISBN 9782896983117)

### Récit
- Plagiste : dormir ou esquisser, Montréal, Éditions Triptyque, 2007, 82 p. (ISBN 978-2-89031-601-0)
- En particulier quand nous sommes plusieurs, Montréal, Le Cheval d'août, 2025, 132 p.

## Prix et honneurs
- 2010 - Finaliste : Prix Émile-Nelligan (pour Les occidentales)[13]
- 2011 - Récipiendaire : Prix «Self-qu'on-trolle», l'Académie de la vie littéraire (pour Les occidentales)[12]